# 크롬 (메로빙거)

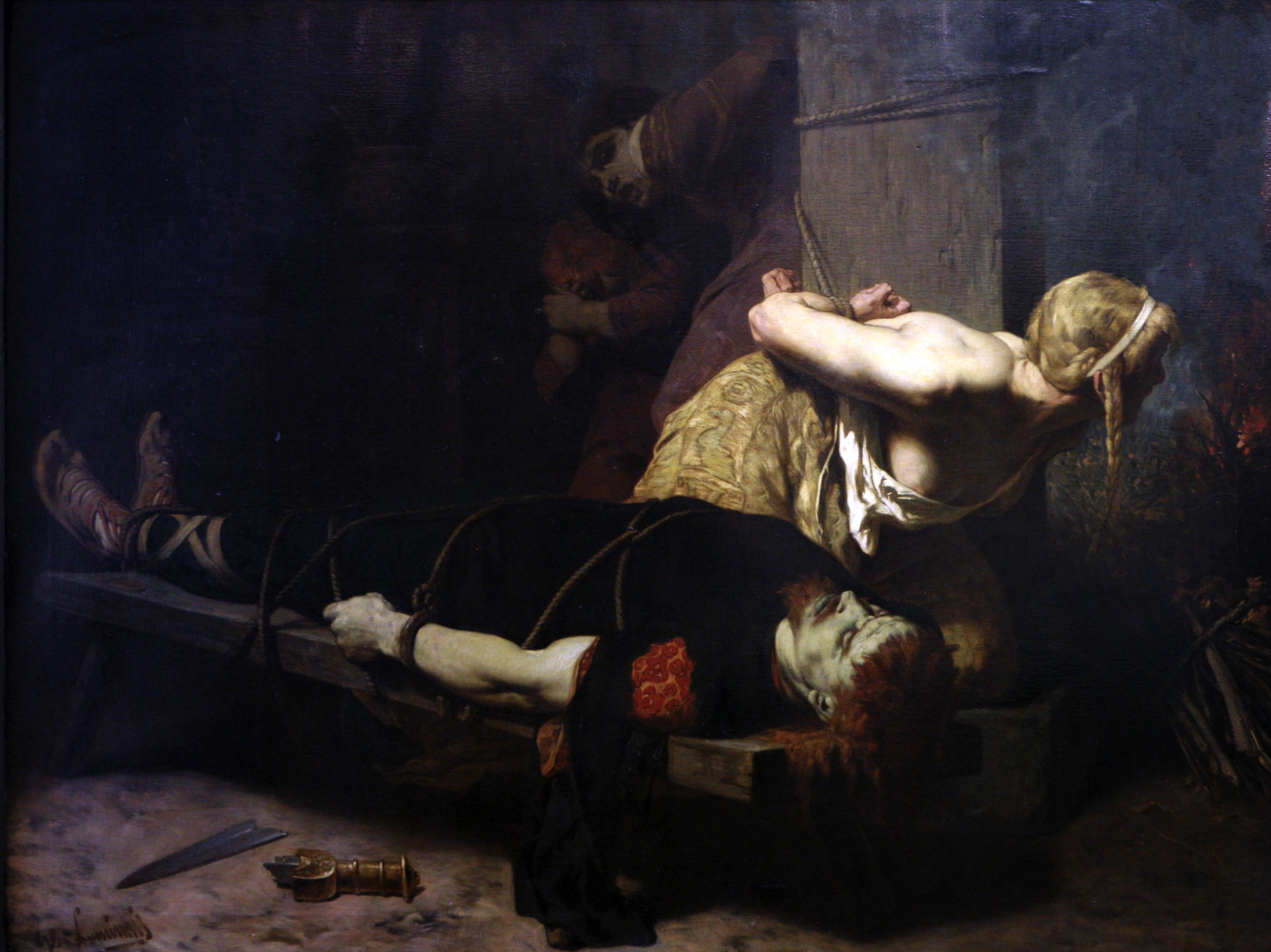

크롬(Chrom), 크람(Chramne) 또는 크람네(Chramne, ? - 560년)는 프랑크 왕국 메로빙거 왕조의 왕자로, 프랑크 왕 클로타르 1세의 아들이었다. 어머니는 쿤시아이다. 일설에는 튀링겐 공주 라데군다의 소생이라는 설도 있다. 555년부터 아키텐 공작이었다. 560년 부왕 클로타르 1세에 대항하여 반란을 일으켰으나 실패하고 처형당하였다.
그가 처형당할 때 그를 지원했던 처가 크로마 일족 역시 모두 처형당하고, 크로마는 수녀원에 보내졌다. 클로타르 1세도 그가 죽은 이듬해 사망했다.

## 가계
- 할아버지 : 클로비스 1세(Clovis I, 466년 - 511년)
- 할머니 : 클로틸드(St. Chlotilt, 470년 - 545년)
- 부왕 : 클로타르 1세(Chlothar I, 495년경 - 561년)
- 모후 : 쿤시아(Cunsia)
- 처 : 크로마(Chroma)
- 계모 : 인군트, 서고트 왕 아타나길드의 딸
- 이복 형제 : 하리베르트 1세(Charibert I, ? - 567년, 파리 왕)
- 이복 형제 : 지게베르트 1세(Sigebert I, ? - 575년, 아우스트라시아 왕)
- 이복 형제 : 군트람(Guntram, 부르군트의 왕)
- 계모 : 아레군트, 서고트 왕 아타나길드의 딸
- 이복 형제 : 힐페리히 1세(Chilperic I, 545년 0 584년, 네우스트리아의 왕)
- 이복 형제 : 군도발트(Gundobalt, 아키텐의 왕)

## 같이 보기
- 크롬
- 군도발트
- 클로타르 1세
- 아키텐
- 메로빙거 왕조
- 프랑크의 군주
- 프랑크 왕국